# Blink (Nova)
Blink è l'album di esordio del gruppo fusion italobritannico Nova.

## Il disco
La band, indubbiamente esterofila pubblica nel 1975 questo primo album in studio con sei tracce, tre delle quali completamente strumentali. Tutt'oggi il disco viene associato sia ai primi Osanna, per via dell'aggressività del tipico jazz rock udibile che, allo stesso tempo, ai gruppi inglesi Nucleus e Colosseum.
Questo, tra l'altro, è l'unico dei quattro album del gruppo ad essere stato ristampato in CD in Italia.

## Tracce
1. Taylor made (part 1, part 2) – 5:12
2. Something inside keeps you down (part 1, part 2) – 6:26
3. Nova (part 1, part 2) – 7:04
4. Used to be easy (part 1, part 2) – 5:07
5. Toy (part 1, part 2) – 4:24
6. Stroll on (part 1, part 2) – 10:08

## Formazione

### Ufficiale
- Corrado Rustici (voce, chitarra)
- Danilo Rustici (chitarra)
- Elio D'Anna (sax, flauto)
- Luciano Milanese (basso)
- Franco "Dede" Loprevite (batteria)

### Ospiti
- Morris Pert (percussioni)